# ТЕС Фальконара
43°38′28″ пн. ш. 13°22′47″ сх. д. / 43.64111° пн. ш. 13.37972° сх. д.
ТЕС Фальконара – теплова електростанція у центральній Італії в регіоні Марке, провінція Анкона. Належить до типу IGCC (Integrated Gasification Combined Cycle), тобто не лише використовує технологію комбінованого парогазового циклу, але й має власну установку газифікації, котра продукує паливо для живлення газових турбін.
Проект реалізувала компанія Api Energia Falconara, котра з 2004-го повністю належить Anonima Petroli Italiana Corporation (Api). Остання також володіє нафтопереробним заводом, на майданчику якого розташовані споруди станції. При роботі цього НПЗ продукується значна кількість смол вісбрекінгу, котрі постачаються на ТЕС та використовуються як сировина для установки газифікації, яка продукує синтез-газ. 
Очищений синтез-газ подається на парогазовий енергоблок, котрий має одну газову турбіну з потужністю 180 МВт. Відпрацьовані нею гази потрапляють до котла-утилізатора, від якого живится парова турбіна з показником у 90 МВт. Окрім електроенергії ТЕС продукує 65 тон пари на годину для потреб НПЗ.
Станцію ввели в експлуатацію у 2001 році.
Зв’язок із енергомережею відбувається по ЛЕП, розрахованій на роботу із напругою 132 кВ.